# Moviment anti-dretà
El moviment anti-dretà va consistir en una campanya de purga dels membres que eren considerats de dretes dins del Partit Comunista Xinès (PCX) i fora d'ell entre els anys 1957 i 1959 a la República Popular de la Xina. La definició de dretà no va ser mai concretada, per tant, s'hi van veure exposats tant crítics del mateix partit comunista que discrepaven del full de ruta a seguir, com aquells intel·lectuals que s'expressaven a favor del capitalisme i estaven en contra de la col·lectivització. La campanya va ser iniciada pel President Mao Zedong i segons estadístiques publicades arran del Boluan Fanzheng, es calcula que un total de 550.000 persones van ésser perseguides, és a dir, un 0,08% de la població en aquell moment. Alguns estudis augmenten la xifra entre un i dos milions. Deng Xiaoping va admetre els errors de la campanya, i la majoria de les víctimes van ser rehabilitades des del 1959.

## Antecedents
El moviment anti-dretà va ser la reacció a la Campanya de les Cent Flors que havia promogut el President Mao de llibertat d'expressió i crítica al govern. Per exemple, Zhang Bojun, un dels màxims dirigents del país quan va ser fundat, va ser considerat el principal dretà del país durant la campanya.

## Primera onada
La primera onada de la campanya va començar immediatament després del final la Campanya de les Cent Flors, durant el juliol de 1957. A finals d'any, unes 300.000 persones havien estat assenyalades com a dretanes, fins i tot l'escriptora comunista Ding Ling, que havia estat guardonada amb el premi Stalin anys abans. Zhu Rongji, membre de la Comissió de Planificació Estatal, també va ser purgat l'any 1958. La majoria dels acusats eren intel·lectuals que havien aprofitat la Campanya de les Cent Flors per a opinar sobre temes diversos. Les penes incloïen autocrítica informal i/o re-educació a través del treball.
Un dels objectius va ser el sistema legal. La majoria de professionals van ser transferits a altres feines, deixant el poder judicial en mans de polítics i la policia.

## Segona onada
La segona part de la campanya va començar després de la Conferència de Lushan, del 2 de juliol al 16 d'agost de 1959. Peng Dehuai, qui hi havia criticat el Gran Salt Endavant, va ser purgat durant la conferència.

## Revisionisme post Mao
Després de la mort de Mao, l'any 1979, moltes de les condemnes van ser revocades. Sota el lideratge de Deng Xiaoping, el govern va anunciar que necessitava l'experiència dels capitalistes per posar el país en marxa des del punt de vista econòmic, i per aquesta raó, les condemnes a milers d'empresaris i intel·lectuals acusats de contrarevolucionaris van ser anul·lades. Deng Xiaoping no va escapar-se de ser criticat, havia estat un dels més entusiastes del moviment durant la primera onada, entrant en contradiccions un cop va prendre el poder.

## Censura
Les discussions sobre el moviment anti-dretà, com molts altres temes històrics, estan subjectes a una forta censura. El 2007, per exemple, el llibre El passat no és com el fum, de Zhang Yihe, filla pel perseguit Zhang Bojun, va ser censurat per parlar sobre la campanya.
Aquell mateix any, el Departament Central de Propaganda del Partit Comunista Xinès va incloure el moviment anti-dretà en el llistat de temes molt sensibles i, per tant, subjecte a censura.